# بخش مونت کارلو
بخش مونت کارلو (به اسپانیایی: Departamento Montecarlo) یک منطقهٔ مسکونی در آرژانتین است که در استان میسیونس واقع شده‌است.